# يوتيرن (مسلسل)
يوتيرن هو مسلسل تلفزيوني مصري عُرض في شهر رمضان عام 1443 هـ (2 أبريل 2022م)، من بطولة ريهام حجاج، توفيق عبد الحميد، عبير صبري، صفاء الطوخي، كريم قاسم، من تأليف أيمن سلامة ومن إخراج سامح عبد العزيز.

## قصة المسلسل
تدور الأحداث حول "يارا الكردي" ضابطة ملاحة بحرية تجارية ضحت بعملها ومستقبلها المهني من أجل زوجها "يوسف"، والذي تركت من أجله كل شيء، ومع الوقت طلب منها مقاطعة "خالد" ابن خالتها الذي كان بمثابة الأخ وصديق الطفولة لها فتوافقه الرأي، إلا أنها تتعرض لحادث يغير مجرى حياتها بالكامل.

## طاقم التمثيل
- ريهام حجاج: (يارا)
- عبير صبري: (هدى)
- كريم قاسم: (خالد)
- محمود حجازي: (ياسر)
- أيمن القيسوني: (يوسف)
- توفيق عبد الحميد: (حاتم)
- صفاء الطوخي: (موني)
- هشام عاشور: (وليد)
- عصام السقا: (ضابط شرطة)
- محمود حافظ: (شوقي)
- نورهان: (مها)
- عماد رشاد: (نجيب)
- نانسي صلاح: (أميرة)
- هلا السعيد: (سارة)
- عبير منير: (ميرفت)
- سامية عاطف
- هنا جاد
- رقية الديب
- ندى عادل
- مايا فارس
- محمود سمير
- كنزي خالد

## فريق العمل
- إخراج: سامح عبد العزيز
- تأليف: أيمن سلامة
- إنتاج: العدل جروب (جمال العدل)
- مدير التصوير: وائل درويش
- مونتاج: أحمد شحم
- موسيقى تصويرية: عزيز الشافعي

## أغنية المقدمة
- غناء: نانسي عجرم
- كلمات وألحان: عزيز الشافعي
- توزيع: أحمد عادل